# Hans Mathiesen
Hans Lauritz Mathiesen, född 25 juni 1829 i Julianehåb på Grönland, död 13 mars 1884, var en dansk trädgårdsmästare.
Mathiesen, som var son till distriktsföreståndare Jens Mathias Mathiesen, kom 1843 i trädgårdslära vid Sorgenfri slott under trädgårdsmästare Rønne, var därefter elev vid Rosenborgs slott under trädgårdsmästare Petersen och på Bregentved under trädgårdsmästare Büncher. Han avlade trädgårdsexamen 1848 och anställdes han 1849 som trädgårdsmästare på Gyldensteen vid Bogense. Åren 1852–1854 fullgjorde han sin värnplikt och köpte 1854 en egendom i Korsør med tillhörande köpstadmark, omkring 2¹/₂ tunnland. I början hade han ekonomiska svårigheter, men efterhand som köksväxterna och blomsterodlingen ersattes av plantskoledrift, förbättrades hans ställning och samtidigt utökades markarealen, genom att han under åren 1855–1879 inköpte totalt 22 tunnland. År 1872 planterades moderexemplar av över 550 olika fruktträdsorter och över 1000 sorter rosor. Han gjorde sig förtjänt genom att i Danmark införa många nya sorters fruktträd, bärbuskar och rosor samt genom att vara banbrytare för rationell och tidsenlig plantskoledrift.